# Egbert van Heemskerck II

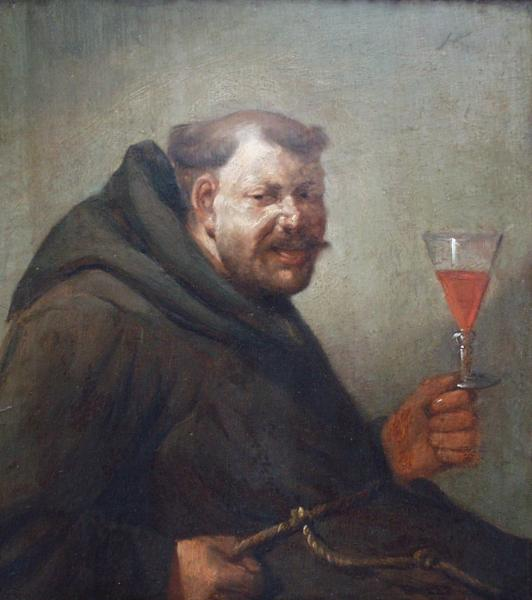
Drickande munk, målning av Egbert van Heemskerck I, omkring 1650. Museum Bredius, Haag.

Egbert van Heemskerck (II), född 1634, död 1704, var en nederländsk målare. Hans far med samma namn var också konstnär. 
Heemskerck flyttade före 1690 till England, och verkade huvudsakligen som genremålare med motiv sådana som värdshus- och festscener, Antoniusfrestelser och häxsabbater. Han är representerad i Stockholm, Göteborg och Köpenhamn.